# سالن ورزشی کرالیوو
سالن ورزشی کرالیوو یک سالن سرپوشیده ورزشی چند منظوره در کرالیوو، صربستان است. این سالن در مجموع ۶۰۰۰ نفر ظرفیت دارد. این ورزشگاه بیشتر برای مسابقات هندبال و بسکتبال تیمی استفاده می‌شود.
این ورزشگاه به‌طور رسمی در ۱۱ فوریه ۲۰۱۵ افتتاح شد.